# Campeonato Gaúcho 2022
El Campeonato Gaúcho de Fútbol 2022 fue la 102.ª edición de la primera división de fútbol del estado de Río Grande del Sur. El torneo fue organizado por la Federação Gaúcha de Futebol (FGF). El torneo comenzó el 26 de enero y finalizó el 2 de abril.
Grêmio se consagró campeón tras vencer en las finales al Ypiranga de Erechim, logrando así su título número 41, además de ser su quinto título consecutivo desde 2018.

## Sistema de juego

### Primera fase
Los 12 equipos se enfrentan en modalidad de todos contra todos a una sola rueda. Culminadas las once fechas, los cuatro primeros puestos acceden a las semifinales. Los dos últimos posicionados descenderán a Segunda División.

### Segunda fase
- Semifinales: Los enfrentamientos se emparejan con respecto al puntaje de la primera fase, de la siguiente forma:
  - 1.º vs. 4.º
  - 2.º vs. 3.º

- Final: Los dos ganadores de las semifinales disputan la final.

- Nota 1: Tanto las semifinales como la final se juegan en partidos de ida y vuelta, el equipo con menor puntaje acumulado será local en el partido de ida.
- Nota 2: En caso de empate en puntos, diferencia de goles en cualquier llave, se definirá en tanda de penales.

### Clasificaciones
- Copa de Brasil 2023: Clasifican los tres mejores equipos que aún no se hayan clasificado a esta copa.
- Serie D 2023: Clasifican los tres mejores equipos de la tabla acumulada que no disputen la Serie A, Serie B o Serie C en la temporada 2022 o la Serie C en 2023.

## Equipos participantes
| Equipo              | Ciudad               | Estadio                   | Capacidad | Posición 2021  | Títulos (último) |
| ------------------- | -------------------- | ------------------------- | --------- | -------------- | ---------------- |
| Aimoré              | São Leopoldo         | Cristo-Rei                | 10 000    | 7.º            | 0                |
| Brasil de Pelotas   | Pelotas              | Bento Freitas             | 10 500    | 9.º            | 1 (1919)         |
| Caxias              | Caxias do Sul        | Centenário                | 22 132    | 4.º            | 1 (2000)         |
| Grêmio              | Porto Alegre         | Arena do Grêmio           | 55 662    | Campeón        | 40 (2021)        |
| Guarany de Bagé     | Bagé                 | Estrela D'Alva            | 10 000    | 2.º (Série A2) | 2 (1938)         |
| Internacional       | Porto Alegre         | Beira-Rio                 | 50 128    | 2.º            | 45 (2016)        |
| Juventude           | Caxias do Sul        | Alfredo Jaconi            | 19 924    | 3.º            | 1 (1998)         |
| Novo Hamburgo       | Novo Hamburgo        | Estadio do Vale           | 5196      | 10.º           | 1 (2017)         |
| São José            | Porto Alegre         | Francisco Novelletto Neto | 10 646    | 6.º            | 0                |
| São Luiz            | Ijuí                 | 19 de Outubro             | 5217      | 8.º            | 0                |
| União Frederiquense | Frederico Westphalen | Arena União               | 1 400     | 1.º (Série A2) | 0                |
| Ypiranga de Erechim | Erechim              | Colosso da Lagoa          | 22 000    | 5.º            | 0                |

## Primera fase

### Tabla de posiciones
| Pos. | Equipo              | Pts. | PJ | G | E | P | GF | GC | Dif. | Clasificación          |
| ---- | ------------------- | ---- | -- | - | - | - | -- | -- | ---- | ---------------------- |
| 1    | Ypiranga de Erechim | 21   | 11 | 6 | 3 | 2 | 17 | 8  | +9   | Fase final.            |
| 2    | Grêmio              | 21   | 11 | 6 | 3 | 2 | 18 | 10 | +8   | Fase final.            |
| 3    | Internacional       | 19   | 11 | 5 | 4 | 2 | 13 | 10 | +3   | Fase final.            |
| 4    | Brasil de Pelotas   | 16   | 11 | 3 | 7 | 1 | 12 | 11 | +1   | Fase final.            |
| 5    | Caxias              | 15   | 11 | 4 | 3 | 4 | 15 | 9  | +6   |                        |
| 6    | São José            | 15   | 11 | 4 | 3 | 4 | 10 | 10 | 0    |                        |
| 7    | Novo Hamburgo       | 15   | 11 | 3 | 6 | 2 | 11 | 10 | +1   |                        |
| 8    | Aimoré              | 14   | 11 | 4 | 2 | 5 | 9  | 11 | −2   |                        |
| 9    | São Luiz            | 13   | 11 | 3 | 4 | 4 | 7  | 13 | −6   |                        |
| 10   | Juventude           | 11   | 11 | 2 | 5 | 4 | 9  | 9  | 0    |                        |
| 11   | União Frederiquense | 9    | 11 | 2 | 3 | 6 | 8  | 16 | −8   | Descenso de categoría. |
| 12   | Guarany de Bagé     | 6    | 11 | 1 | 3 | 7 | 7  | 19 | −12  | Descenso de categoría. |

 Fuente: FGF
Criterios de clasificación: 1) Puntos; 2) Partidos ganados; 3) Diferencia de gol; 4) Goles anotados; 5) Menor cantidad de tarjetas rojas; 6) Menor cantidad de tarjetas amarillas; 7) Sorteo.

### Fixture
- La hora de cada encuentro corresponde al huso horario correspondiente al Estado de Río Grande del Sur (UTC-3).

| Juventude           | 1 - 2 | Internacional     | Alfredo Jaconi            | 26 de enero | 16:00 |
| Grêmio              | 2 - 1 | Caxias            | Arena do Grêmio           | 26 de enero | 19:00 |
| União Frederiquense | 1 - 1 | Novo Hamburgo     | Arena União               | 26 de enero | 20:00 |
| Aimoré              | 0 - 0 | Brasil de Pelotas | Cristo-Rei                | 26 de enero | 21:30 |
| Ypiranga            | 2 - 1 | São Luiz          | Colosso da Lagoa          | 27 de enero | 19:00 |
| São José            | 1 - 0 | Guarany de Bagé   | Francisco Novelletto Neto | 27 de enero | 21:30 |

| Brasil de Pelotas | 1 - 1 | Grêmio              | Bento Freitas   | 29 de enero | 16:30 |
| Internacional     | 2 - 0 | União Frederiquense | Beira-Rio       | 29 de enero | 19:00 |
| Caxias            | 1 - 1 | São José            | Centenário      | 30 de enero | 16:00 |
| Guarany de Bagé   | 0 - 1 | Aimoré              | Estrela D'Alva  | 30 de enero | 16:00 |
| São Luiz          | 1 - 0 | Juventude           | 19 de Outubro   | 30 de enero | 19:00 |
| Novo Hamburgo     | 1 - 0 | Ypiranga            | Estadio do Vale | 30 de enero | 19:00 |

| Grêmio            | 2 - 1 | São José            | Arena do Grêmio  | 2 de febrero | 16:30 |
| São Luiz          | 0 - 0 | Internacional       | 19 de Outubro    | 2 de febrero | 19:00 |
| Ypiranga          | 3 - 1 | União Frederiquense | Colosso da Lagoa | 2 de febrero | 19:00 |
| Brasil de Pelotas | 4 - 1 | Guarany de Bagé     | Bento Freitas    | 2 de febrero | 21:30 |
| Aimoré            | 0 - 2 | Caxias              | Cristo-Rei       | 3 de febrero | 19:00 |
| Juventude         | 1 - 1 | Novo Hamburgo       | Alfredo Jaconi   | 3 de febrero | 21:30 |

| Ypiranga            | 3 - 1 | Internacional     | Colosso da Lagoa          | 5 de febrero | 16:30 |
| Caxias              | 4 - 0 | Brasil de Pelotas | Centenário                | 6 de febrero | 16:00 |
| União Frederiquense | 2 - 1 | Juventude         | Arena União               | 6 de febrero | 18:30 |
| Novo Hamburgo       | 0 - 0 | São Luiz          | Estadio do Vale           | 6 de febrero | 19:00 |
| São José            | 0 - 2 | Aimoré            | Francisco Novelletto Neto | 6 de febrero | 19:00 |
| Grêmio              | 2 - 0 | Guarany de Bagé   | Arena do Grêmio           | 6 de febrero | 19:30 |

| São Luiz          | 1 - 0 | União Frederiquense | 19 de Outubro  | 9 de febrero  | 19:00 |
| Aimoré            | 1 - 2 | Grêmio              | Cristo-Rei     | 9 de febrero  | 20:30 |
| Internacional     | 1 - 1 | Novo Hamburgo       | Beira-Rio      | 9 de febrero  | 21:30 |
| Guarany de Bagé   | 1 - 1 | Caxias              | Estrela D'Alva | 9 de febrero  | 21:30 |
| Brasil de Pelotas | 1 - 0 | São José            | Bento Freitas  | 10 de febrero | 19:00 |
| Juventude         | 0 - 0 | Ypiranga            | Alfredo Jaconi | 10 de febrero | 19:00 |

| Caxias            | 0 - 1 | Internacional       | Centenário                | 12 de febrero | 16:30 |
| Guarany de Bagé   | 2 - 2 | São Luiz            | Estrela D'Alva            | 12 de febrero | 18:00 |
| Aimoré            | 2 - 0 | União Frederiquense | Cristo-Rei                | 12 de febrero | 21:00 |
| Brasil de Pelotas | 1 - 1 | Novo Hamburgo       | Bento Freitas             | 13 de febrero | 16:00 |
| São José          | 0 - 0 | Ypiranga            | Francisco Novelletto Neto | 13 de febrero | 19:00 |
| Grêmio            | 1 - 1 | Juventude           | Arena do Grêmio           | 13 de febrero | 19:00 |

| União Frederiquense | 3 - 1 | Grêmio            | Arena União      | 16 de febrero | 19:00 |
| São Luiz            | 1 - 0 | Caxias            | 19 de Outubro    | 16 de febrero | 19:00 |
| Internacional       | 1 - 1 | Brasil de Pelotas | Beira-Rio        | 16 de febrero | 21:30 |
| Novo Hamburgo       | 2 - 0 | Guarany de Bagé   | Estadio do Vale  | 16 de febrero | 21:30 |
| Ypiranga            | 3 - 0 | Aimoré            | Colosso da Lagoa | 17 de febrero | 19:00 |
| Juventude           | 2 - 0 | São José          | Alfredo Jaconi   | 17 de febrero | 21:30 |

| Grêmio            | 4 - 0 | São Luiz            | Arena do Grêmio           | 19 de febrero | 16:30 |
| Guarany de Bagé   | 1 - 0 | União Frederiquense | Estrela D'Alva            | 19 de febrero | 19:00 |
| Brasil de Pelotas | 1 - 1 | Ypiranga            | Bento Freitas             | 20 de febrero | 16:00 |
| Caxias            | 3 - 1 | Novo Hamburgo       | Centenário                | 20 de febrero | 19:00 |
| São José          | 3 - 2 | Internacional       | Francisco Novelletto Neto | 20 de febrero | 20:30 |
| Aimoré            | 1 - 1 | Juventude           | Cristo-Rei                | 21 de febrero | 20:00 |

| Juventude           | 0 - 0 | Caxias            | Alfredo Jaconi   | 26 de febrero | 16:30 |
| São Luiz            | 0 - 3 | São José          | 19 de Outubro    | 26 de febrero | 16:30 |
| Novo Hamburgo       | 2 - 1 | Aimoré            | Estadio do Vale  | 27 de febrero | 16:00 |
| Ypiranga            | 3 - 1 | Guarany de Bagé   | Colosso da Lagoa | 27 de febrero | 16:00 |
| União Frederiquense | 1 - 1 | Brasil de Pelotas | Arena União      | 27 de febrero | 19:00 |
| Internacional       | 1 - 0 | Grêmio            | Beira-Rio        | 9 de marzo    | 21:00 |

| Novo Hamburgo       | 1 - 1 | Grêmio            | Estadio do Vale  | 5 de marzo | 16:30 |
| Ypiranga            | 2 - 0 | Caxias            | Colosso da Lagoa | 5 de marzo | 19:00 |
| União Frederiquense | 0 - 0 | São José          | Arena União      | 6 de marzo | 16:00 |
| Internacional       | 1 - 0 | Aimoré            | Beira-Rio        | 6 de marzo | 18:15 |
| São Luiz            | 1 - 1 | Brasil de Pelotas | 19 de Outubro    | 6 de marzo | 19:00 |
| Juventude           | 2 - 0 | Guarany de Bagé   | Alfredo Jaconi   | 6 de marzo | 19:00 |

| Grêmio            | 2 - 0 | Ypiranga            | Arena do Grêmio           | 12 de marzo | 16:30 |
| Guarany de Bagé   | 1 - 1 | Internacional       | Estrela D'Alva            | 12 de marzo | 16:30 |
| Aimoré            | 1 - 0 | São Luiz            | Cristo-Rei                | 12 de marzo | 16:30 |
| São José          | 1 - 0 | Novo Hamburgo       | Francisco Novelletto Neto | 12 de marzo | 16:30 |
| Brasil de Pelotas | 1 - 0 | Juventude           | Bento Freitas             | 12 de marzo | 16:30 |
| Caxias            | 3 - 0 | União Frederiquense | Centenário                | 12 de marzo | 16:30 |

## Fase final

#### Cuadro de desarrollo
|  | Semifinales       | Semifinales         | Semifinales       | Semifinales         | Semifinales       |   |   | Final                    | Final                    | Final                    | Final                    | Final                    |  |
|  | 19 al 23 de marzo | 19 al 23 de marzo   | 19 al 23 de marzo | 19 al 23 de marzo   | 19 al 23 de marzo |   |   | 26 de marzo y 2 de abril | 26 de marzo y 2 de abril | 26 de marzo y 2 de abril | 26 de marzo y 2 de abril | 26 de marzo y 2 de abril |  |
|  |                   |                     |                   |                     |                   |   |   |                          |                          |                          |                          |                          |  |
|  |                   |                     |                   |                     |                   |   |   |                          |                          |                          |                          |                          |  |
|  | 2                 | Grêmio              | 3                 | 0                   | 3                 |   |   |                          |                          |                          |                          |                          |  |
|  | 2                 | Grêmio              | 3                 | 0                   | 3                 |   |   |                          |                          |                          |                          |                          |  |
|  | 3                 | Internacional       | 0                 | 1                   | 1                 |   |   |                          |                          |                          |                          |                          |  |
|  | 3                 | Internacional       | 0                 | 1                   | 1                 |   | 2 | Grêmio                   | 1                        | 2                        | 3                        |                          |  |
|  |                   |                     |                   |                     |                   |   | 2 | Grêmio                   | 1                        | 2                        | 3                        |                          |  |
|  |                   |                     | 1                 | Ypiranga de Erechim | 0                 | 1 | 1 |                          |                          |                          |                          |                          |  |
|  | 1                 | Ypiranga de Erechim | 1                 | Ypiranga de Erechim | 0                 | 1 | 1 | 0                        | 3                        | 3                        |                          |                          |  |
|  | 1                 | Ypiranga de Erechim |                   |                     |                   |   |   | 0                        | 3                        | 3                        |                          |                          |  |
|  | 4                 | Brasil de Pelotas   | 1                 | 1                   | 2                 |   |   |                          |                          |                          |                          |                          |  |
|  | 4                 | Brasil de Pelotas   | 1                 | 1                   | 2                 |   |   |                          |                          |                          |                          |                          |  |
|  |                   |                     |                   |                     |                   |   |   |                          |                          |                          |                          |                          |  |

Nota: El equipo que ocupa la primera línea es el que define la serie como local.
| Bandera del estado de Río Grande del Sur |
| Campeón                                  |
| Grêmio 41.° título                       |

## Clasificación final
| Pos. | Equipo              | Pts. | PJ | G | E | P | GF | GC | Dif. | Clasificación                       |
| ---- | ------------------- | ---- | -- | - | - | - | -- | -- | ---- | ----------------------------------- |
| 1.°  | Grêmio (C)          | 30   | 15 | 9 | 3 | 3 | 24 | 12 | +12  | Copa de Brasil 2023.                |
| 2.°  | Ypiranga de Erechim | 24   | 15 | 7 | 3 | 5 | 21 | 13 | +8   | Copa de Brasil 2023.                |
| 3.°  | Internacional       | 22   | 13 | 6 | 4 | 3 | 14 | 13 | +1   | Copa de Brasil 2023.                |
| 4.°  | Brasil de Pelotas   | 19   | 13 | 4 | 7 | 2 | 14 | 14 | 0    | Copa de Brasil 2023 y Serie D 2023. |
| 5.°  | Caxias              | 15   | 11 | 4 | 3 | 4 | 15 | 9  | +6   | Serie D 2023.                       |
| 6.°  | São José            | 15   | 11 | 4 | 3 | 4 | 10 | 10 | 0    |                                     |
| 7.°  | Novo Hamburgo       | 15   | 11 | 3 | 6 | 2 | 11 | 10 | +1   | Serie D 2023.                       |
| 8.°  | Aimoré              | 14   | 11 | 4 | 2 | 5 | 9  | 11 | −2   | Serie D 2023.                       |
| 9.°  | São Luiz            | 13   | 11 | 3 | 4 | 4 | 7  | 13 | −6   | Copa de Brasil 2023.                |
| 10.° | Juventude           | 11   | 11 | 2 | 5 | 4 | 9  | 9  | 0    | Copa de Brasil 2023.                |
| 11.° | União Frederiquense | 9    | 11 | 2 | 3 | 6 | 8  | 16 | −8   | Segunda División 2023.              |
| 12.° | Guarany de Bagé     | 6    | 11 | 1 | 3 | 7 | 7  | 19 | −12  | Segunda División 2023.              |

Reglas de clasificación: 1) Puntos; 2) Partidos ganados; 3) Diferencia de gol; 4) Goles anotados; 5) Menor cantidad de tarjetas rojas; 6) Menor cantidad de tarjetas amarillas; 7) Sorteo.

Nota: Los cupos de clasificación para la Serie D 2023 pasaron a manos de Caxias, Novo Hamburgo y Aimoré, debido a que Grêmio disputó la Serie B en 2022, Internacional, la Serie A; mientras que Ypiranga, Brasil de Pelotas y São José, la Serie C.

## Goleadores
| Jugador         | Equipo              | Goles |
| --------------- | ------------------- | ----- |
| Erick           | Ypiranga de Erechim | 6     |
| Elias           | Grêmio              | 5     |
| Batista         | Caxias              | 4     |
| Diogo Sodré     | Caxias              | 4     |
| Diego Souza     | Grêmio              | 4     |
| Marllon         | Brasil de Pelotas   | 4     |
| Eduardão        | Guarany de Bagé     | 3     |
| Bruno Bispo     | Ypiranga de Erechim | 3     |
| Capixaba        | Juventude           | 3     |
| Michel Renner   | Novo Hamburgo       | 3     |
| Paulo Victor    | Brasil de Pelotas   | 3     |
| Paulinho Santos | São Luiz            | 3     |
| Taison          | Internacional       | 3     |